# Après la pluie. Plios
Après la pluie. Plios (en russe : После дождя. Плёс) est un tableau du peintre russe Isaac Levitan (1860—1900), réalisé en 1889. Il fait partie des collections de la galerie Tretiakov à Moscou (numéro d'inventaire 1480). Les dimensions du tableau sont de 80 × 125 cm.

## Histoire et description
Le tableau est réalisé à Plios (transcrit parfois Ples), une petite ville située sur les berges de la Volga. Levitan y passe fréquemment durant trois années, de 1888 à 1890 et y réalise de nombreuses toiles,,. La ville de Plios faisait partie du Gouvernement de Kostroma au XIXe siècle, mais au XXe siècle, elle a été transférée dans l'Oblast d'Ivanovo, raïon de la Volga.
Après la pluie. Plios est considéré comme l'une des meilleures toiles de Levitan, non seulement de cette période mais de l'ensemble de ses œuvres. Elle est réalisée en 1889, lors du deuxième séjour de Levitan à Plios. Les bords de la Volga sont représentés un jour sombre et nuageux. Il vient de pleuvoir, il fait légèrement venteux, la surface de l'eau est ridée. Au centre, des barges et des bateaux à proximité du rivage ; à gauche, à l'arrière-plan, un vapeur dans le lointain ; à droite, à l'arrière-plan, des maisons de Plios et les bulbes de son église.

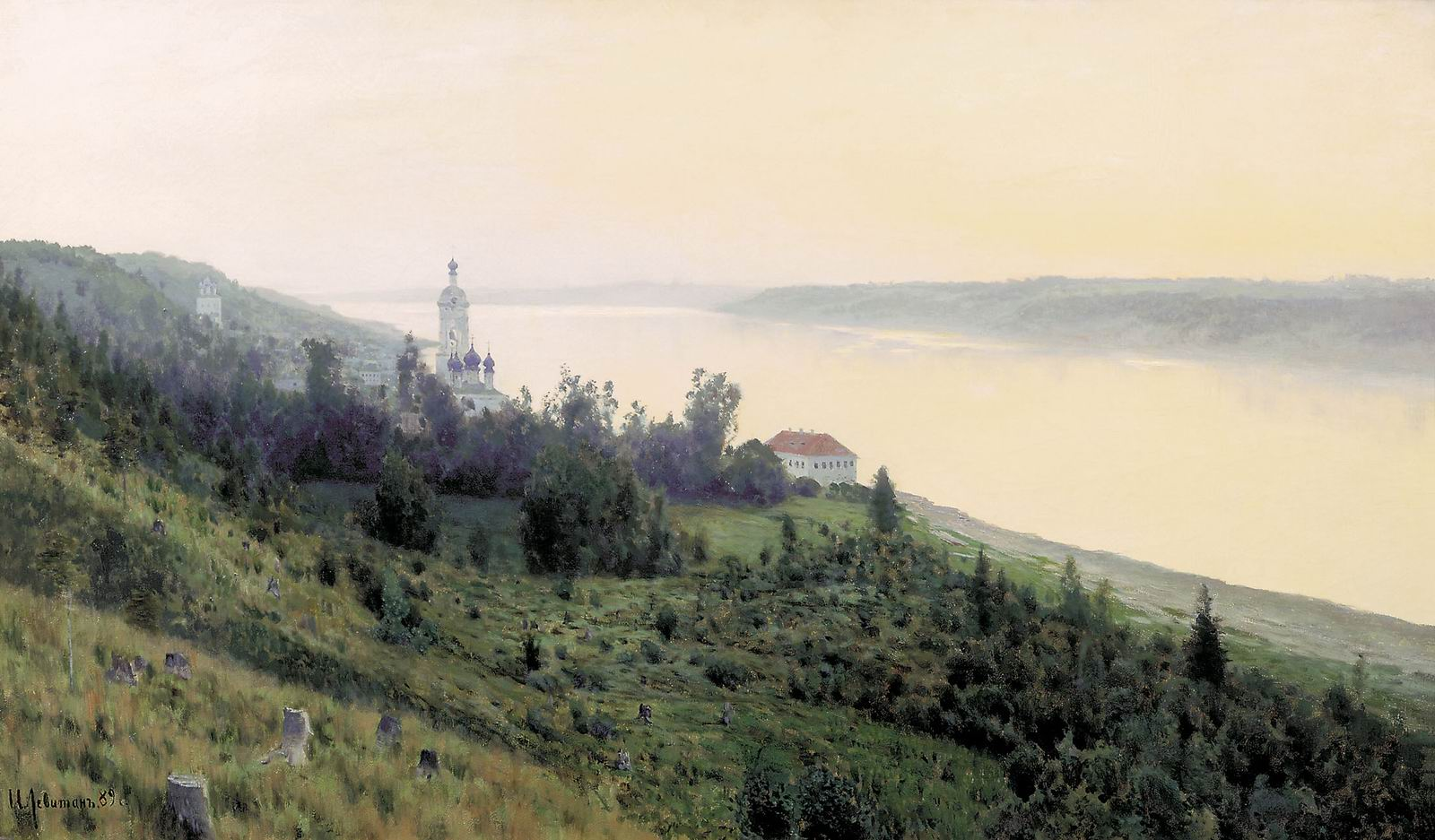
Le Soir. Plios doré, Levitan 1889.

Le tableau est acquis par Pavel Tretiakov en 1890, ensemble avec une autre toile bien connue de Levitan Le Soir. Plios doré.
L'atmosphère des deux tableaux est saturée d'humidité. Ils rendent clairement l'état de la nature après la pluie ou la tempête. Dans Après la pluie. Plios, l'herbe est encore brillante des gouttes de pluie. Des rides d'argent couvrent la surface de l'eau du fleuve. L'atmosphère est froide, mais les rayons obliques du soleil cherchent à traverser les nuages et permettent d'espérer une amélioration.

## Critiques
L'historien d'art Alekseï Fiodorov-Davydov donne son appréciation du tableau :

« À sa manière, le tableau Après la pluie. Plios est une réflexion sur la vie, qui est saisie grâce au paysage choisi par Levitan : la vue d'une petite ville de la Volga, avec ses barges et son bateau à vapeur qui longe le fleuve, avec ses petites maisons et une église dans le lointain. Ce n'est pas seulement un spectacle, mais un récit lyrique de la vie à la russe à travers le paysage. Il rappelle des récits si vivants de l'écrivain Anton Tchekhov. »